# Slaget i Vouillé

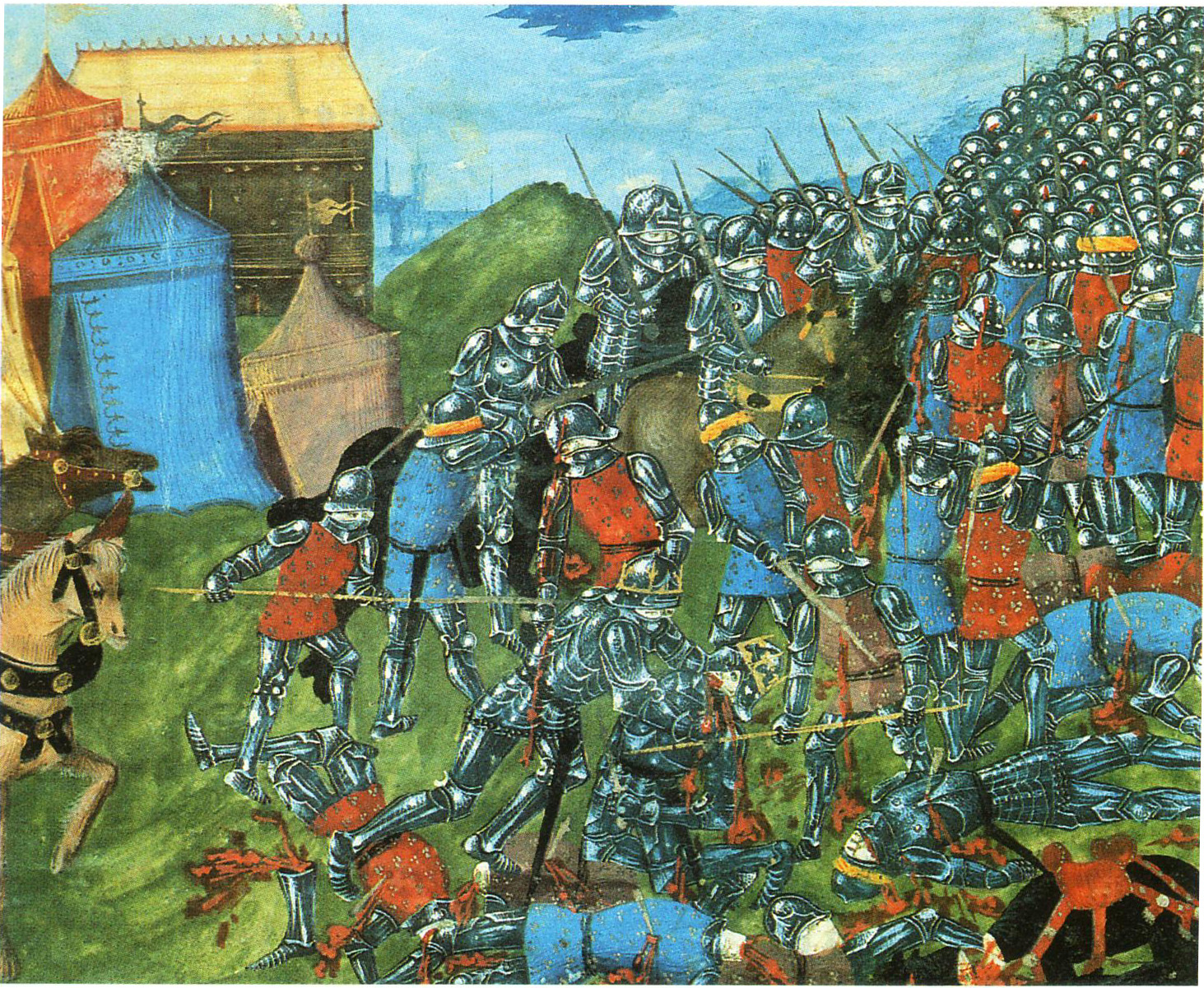
Illustration från 1400-talet föreställande när Klodvig dödar Alarik.

Slaget i Voullié, (Voulon eller Campus Vogladensis)  utkämpades i gränstrakterna norr om visigoternas territorium i närheten av Poitiers (i dåvarande Gallien) på våren 507 mellan franker under Klodvig och visigoter ledda av Alarik II, Spaniens erövrare. 
Slaget föregicks av intensiva diplomatiska ansträngningar från Theoderik den store som genom giftermål hade blodsband med både Klodvig och Alarik. Genom hans försorg möttes de båda rivalerna 506 på en ö i floden Loire på gränsen mellan de två rikena och ingick då en "evig" allians övervakad av Theoderik. Men Alarik, som bekände sig till arianismen, tvekade inte ett ögonblick över Klodvigs ambitioner att lägga hela Gallien under sig och den katolska läran. Alarik hade börjat författa sin Lex Romana Visigothorum, som kan ses som en eftergift till katolikerna på hans territorium vilket han hoppades skulle förhindra konflikten. Klodvig, å sin sida, ingick en allians med den bysantinske kejsaren Anastasius I, som eftersträvade en bysantinsk återerövring av Theoderiks Italien, och de två kom överens om att anfalla visigoterna från var sitt håll. Tillsammans med Gondebaud och Sigibert bröt Klodvig den "eviga" vapenvilan och inledde kriget på våren 507.
Frankerna trängde in på visigoternas territorium genom att korsa floden Loire vid Tours och påbörjade upptakten mot Poitiers där Alarik befann sig. Sigismund, Gondebauds son, trängde samtidigt in genom Auvergne. Alarik, som inte kunde invänta hjälpen från Theoderik den store, lämnade staden för att möta anfallet och de två arméerna möttes 15 kilometer utanför Poitiers på fältet Campus Vogladensis (enligt Gregorius av Tours). 
Slaget gick illa för visigoterna och Klodvig ska själv ha dödat Alarik i striden.
Efter slaget tvingades visigoterna dra sig tillbaka från Toulouse till Septimania som de fortsatte att kontrollera under en längre tid. Klodvig och hans son Theoderik I ägnade de följande månaderna åt att erövra det omkringliggande området. De övervintrade i Bordeaux och följande år intog Klodvig den akvitanska huvudstaden Toulouse och Angoulême samtidigt som hans son Theoderik I erövrade Albi, Rodez och Clermont.
Samtidigt som visigoterna återuppbyggde sitt rike söder om Pyrenéerna, var deras närvaro i Gallien begränsad till Septimania i Languedoc. Den bysantinske kejsaren utnämnde Klodvig till konsul. Alariks oäkta son, Gesalik, försökte samla de visigotiska styrkorna i Narbonne för ett motanfall men dödades då staden intogs av burgunder. Förmodligen hade frankerna kunnat föra sin erövring betydligt längre om inte Theoderik den store hade intervenerat i konflikten, något som stärkte frankernas position gentemot burgunderna.
Toulouse, som tidigare bedrev en intensiv handel med Hispania, blev genom slaget en isolerad utpost i det frankiska riket.